# Saveira Gallant
Saveira Gallant (25 mei 2005) is een Surinaams voetbalster. Voor het Surinaamse voetbalelftal speelt ze in de selecties van U-17, U-20 en de senioren.

## Carrière
Saveira Gallant speelt in de Surinaamse vrouwencompetitie als aanvoerster voor Adonai.
In september 2021 kwam ze uit in het Surinaamse voetbalelftal U-20 en scoorde ze twee doelpunten in de wedstrijd die met 5-2 werd gewonnen van Grenada. De wedstrijd maakte deel uit van het Concacaf Women's U-20 Championship en werd gespeeld op Curaçao. Op het toernooi scoorde ze bij elkaar vier maal. Ze speelt als aanvaller en kwam een maand later in de Concacaf U-17 uit in Florida. Tegen de Amerikaanse Maagdeneilanden maakte ze de 3-1 in de tweede minuut van de blessuretijd en eindigde Suriname op plaats 2 van Groep B.
In april 2022 speelde ze in het nationale seniorenelftal in de kwalificatiewedstrijd voor het Wereldkampioenschap voetbal vrouwen van 2023 tegen Antigua en Barbuda die met 5-1 werd gewonnen. Tijdens de Inter-Guyanese spelen van november 2022 scoorde zij het enige doelpunt voor Jong Suriname in de wedstrijd die met 2-1 werd verloren van Guyana. Van 24 mei tot 3 juni 2023 speelde ze tijdens het WK-kwalificatietoernooi in de Dominicaanse hoofdstad Santo Domingo.